# Maurice Chevalier

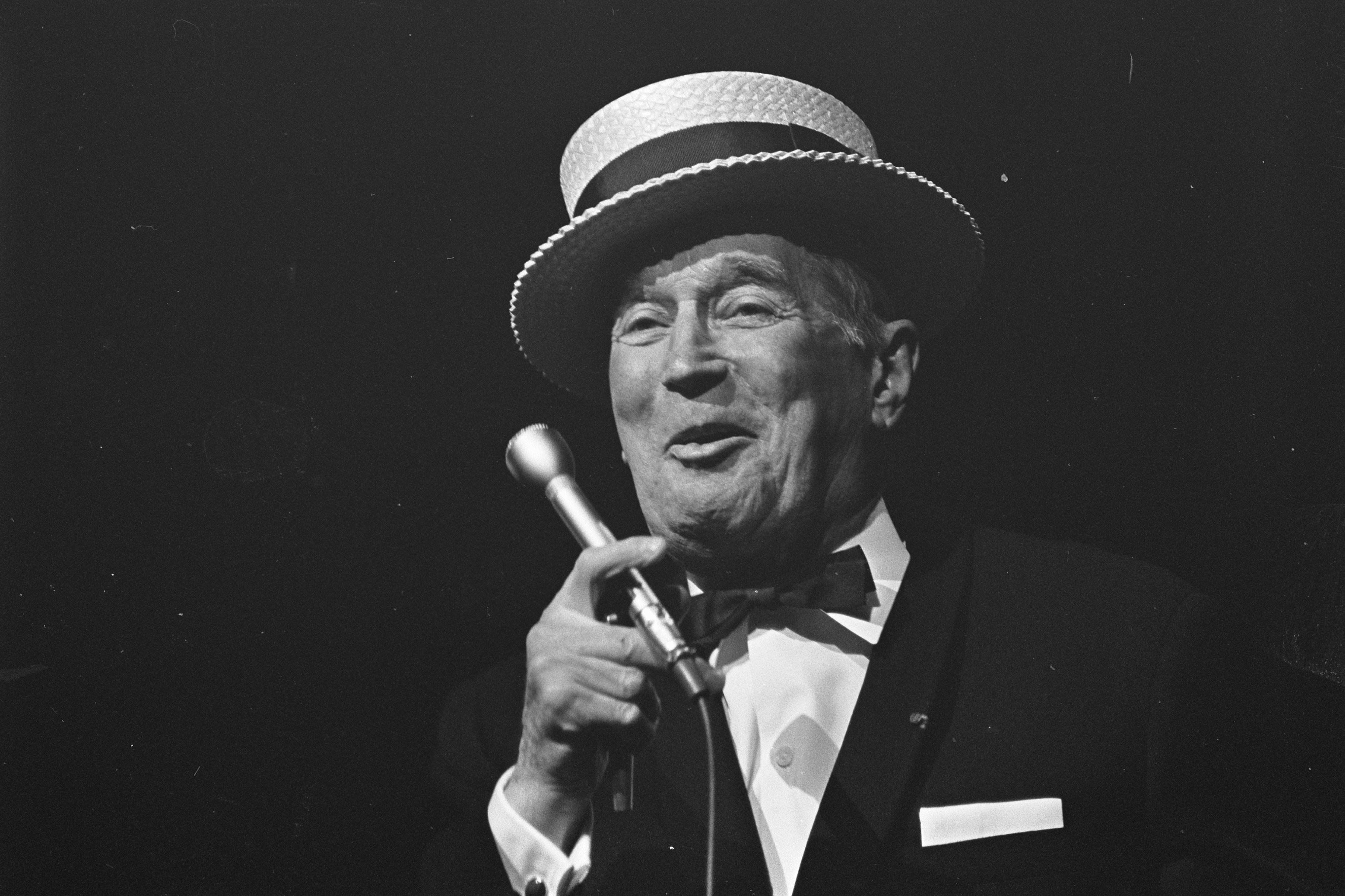
Maurice Chevalier (Amsterdam, 1968)

Maurice Auguste Chevalier (Parijs, 12 september 1888 – aldaar, 1 januari 1972) was een Frans zanger en acteur.
Chevalier trad op in cafés en in de revues van de Folies-Bergère en later in Londen. Hij werd gelanceerd door zijn geliefde Mistinguett. Chevalier werd onder andere bekend door zijn strohoed en smoking. Beroemde liedjes van hem zijn La Madelon de la Victoire (1918), Valentine (1925) en Quand un Vicomte (?).
Tijdens de Eerste Wereldoorlog was hij soldaat in het Franse leger in de frontlinie en werd hij getroffen door granaatscherven in de rug. Van 1914 tot 1916 werd hij door de Duitsers als krijgsgevangene vastgehouden in het kamp Dörnitz Altengrabow. In 1916 werd hij vrijgelaten dankzij de tussenkomst van koning Alfonso XIII van Spanje.
Tijdens de Tweede Wereldoorlog koos hij ervoor te blijven optreden in het door de Duitsers bezette Frankrijk en onder het door het Vichy-regime vallende deel van Frankrijk. Andere artiesten staakten als blijk van verzet hun voorstellingen en namen de wijk naar andere landen die niet onder het naziregime vielen. Onder hen viel ook Josephine Baker. Tijdens haar activiteiten voor het Franse verzet was zij door ziekte getroffen en opgenomen in een kliniek in Casablanca. Toen zij vernam dat Chevalier in hetzelfde ziekenhuis was, ontstak zij in woede. Chevalier deed tegenover de pers alsof hij haar had bezocht en merkte op: 'Arm kind, Ze overlijdt zonder één stuiver', wat door de pers werd opgevat dat zij was overleden en wereldwijd werd verspreid. Zijn rol in de oorlog is omstreden, en toen de oorlog voorbij was, werd hem in 1945 de toegang tot Engeland geweigerd.
Chevalier heeft zijn memoires geschreven. Ze zijn in 1950 in vier delen uitgegeven onder de titel Ma route et mes chansons.
In september 1968 stopte hij officieel met acteren en zangoptredens. Desondanks nam hij in 1970 de titelsong op van de Disneyfilm The Aristocats, naar eigen zeggen "uit respect voor het werk van Walt Disney".

## Filmografie (selectie)
- 1931 - The Stolen Jools van William C. McGann (korte film)
- 1929 - The Love Parade van Ernst Lubitsch
- 1931 - The Smiling Lieutenant van Ernst Lubitsch
- 1932 - Love Me Tonight van Rouben Mamoulian
- 1932 - One Hour with You van Ernst Lubitsch
- 1934 - The Merry Widow van Ernst Lubitsch
- 1936 - Folies Bergère de Paris van Roy del Ruth
- 1936 - Avec le sourire van Maurice Tourneur
- 1937 - The Beloved Vagabond van Curtis Bernhardt
- 1937 - L'Homme du jour van Julien Duvivier
- 1938 - Break the News van René Clair
- 1939 - Pièges van Robert Siodmak
- 1947 - Le silence est d'or van René Clair
- 1957 - Love in the Afternoon van Billy Wilder
- 1958 - Gigi van Vincente Minnelli
- 1959 - Count Your Blessings van Jean Negulesco
- 1960 - Can-Can van Walter Lang
- 1961 - A Breath of Scandal van Michael Curtiz
- 1961 - Fanny van Joshua Logan
- 1967 - Monkeys, Go Home! van Andrew V. McLaglen